# Karel Tůma
Karel Tůma (6. září 1843 Praha – 9. května 1917 Vršovice) byl český novinář, spisovatel, politik, autor sentimentálních politických písní.

## Život
Narodil se v rodině Josefa Tůmy (1812) a Barbory rozené Dlaskové (1820). Měl 7 sourozenců: Friedricha (1846), Gustava (1949), Viktora (1852), Franze (1854), Ladislava (1856), Cölestinu (1858) a Huga (1860–1861).
Po absolvování gymnázií v Rychnově nad Kněžnou, Hradci Králové a Písku, studoval na polytechnice v Praze, ale toto studium nedokončil. Pak se rozhodl být novinářem a spisovatelem, stal se roku 1862 redaktorem Národních listů a zůstal jím 45 let, až do své smrti. Psal politické úvodníky a za ně byl několikrát souzen a na 17 měsíců v období let (1868–1873) uvězněn. Přítel J. Grégra, K. Sladkovského, J. Baráka. Přispíval do časopisů Svoboda, Květy, Hlas, Osvěta, Humoristické listy. Vstoupil na politickou dráhu, byl deset let poslancem strany mladočeské v období 1883–1893 a horlivě se zúčastnil politických bojů proti staročechům. Svými články informoval veřejnost o dění v Belgii, Irsku, USA, o významných světových politicích. Ze studentských prázdninových pobytů u strýce mlynáře v Zadní Třebáni získal dobrý přehled o tamní společnosti pánů otců, krajánků, mlynářské chase, lesníků a vesnické honoraci a také znalost tohoto prostředí zachytil ve svých knížkách. Tyto knihy patřily k oblíbené lehké četbě, později byly rovněž upraveny pro divadlo a byly i zfilmovány. Je pohřben v Praze na Olšanech.

### Rodinný život
Karel Tůma byl dvakrát ženatý. Poprvé se oženil s Marií Čelakovskou (1841–1892), dcerou Františka Ladislava Čelakovského, se kterou měl šest dětí: Marii (1866), Karla (1867), Jaroslava (1871–1872), Wratislava (1874), Ladislava (1876–1956) a Julia (1880). Podruhé se oženil roku 1895. Druhá manželka Žofie (1860–1916) byla dcera slánského vlastence Tomáše Rubeše.

## Literární dílo
Karel Tůma se proslavil především veselými historkami z mlynářského prostředí Z českých mlýnů. Celkem osm dílů vycházelo opakovaně v letech 1886–1948, novodobých vydání se kniha dočkala v 90. letech 20. století.

### Politicky zaměřené práce
- O boji národa amerického za samostatnost (1872)
- Ze života malého národa (1874)
- Obraz osudův lidu irského pod cizovládou britskou (1882)
- Bojovníci za svobodu (1901)

### Monografie
- O Jiřím Washingtonovi, zakladateli svobody americké (1872)
- Apoštol svobody (1873)
- Dějinné charaktery (1881)
- Leon Gambetta, obraz života a povahy jeho (1883)
- Život Dr.Julia Grégra, slavného obránce svobody české (1896)
- Josef Garibaldi, bohatýr svobody (1908)
- Karel Havlíček Borovský (1883)
- Vybrané spisy K. H. Borovského (1886–1887)

### Jiné práce
- Překlad Básně A. Petöfiho (1871)
- Sbírky vlasteneckých písní
  - Hranice vzplála tam na břehu Rýna
  - Píseň české omladiny
- Z českých mlýnů (1885–1886), populárních osm humorných knížek
  - Díl první[10]
  - Díl druhý[11]
  - Díl třetí[12]
  - Díl čtvrtý[13]
  - Díl pátý[14]
  - Díl šestý[15]